# Санчес, Хоэль (перуанский футболист)
Хоэль Мельхор Санчес Алегрия (исп. Joel Melchor Sánchez Alegría; род. 11 июня 1989 года, Арекипа, Перу) — перуанский футболист, полузащитник клуба «Мельгар» и сборной Перу.

## Клубная карьера
Санчес начал профессиональную карьеру выступая за клубы «Атлетико Универсидад» и «Тотал Чалако». В начале 2010 года игрок перешёл в «Альянса Лима». 22 февраля в матче против «Альянса Атлетико» он дебютировал за основной состав в перуанской Примере. 19 июня в поединке против «Спорт Уанкайо» Хоэль забил свой первый гол за «Альянса Лима».
В начале 2011 года Санчес перешёл в «Универсидад Сан-Мартин». 16 апреля в матче против «Спорт Уанкайо» он дебютировал за новую команду. 12 мая в поединке против «Альянса Атлетико» Хоэль забил свой первый гол за «Универсидад Сан-Мартин».
В начале 2017 года Санчес подписал контракт с мексиканским УАНЛ Тигрес и сразу же для получения игровой практики был отдан в аренду в «Спортинг Кристал». 5 февраля в матче против «Унион Комерсио» он дебютировал за новую команду. В начале 2018 года Санчес был арендован «Керетаро». 10 февраля в матче против «Тихуаны» он дебютировал в мексиканской Примере. Летом 2018 года Санчес вернулся на родину, подписав контракт с клубом «Мельгар». 2 сентября в матче против «Университарио» он дебютировал за новую команду. 22 сентября в поединке против «Депортиво Бинасьональ» Хоэль забил свой первый гол за «Мельгар». 4 февраля 2020 года в матче Кубка Либертадорес против боливийского «Насьональ Потоси» он отметился забитым мячом. 

## Международная карьера
В 2009 году в составе молодёжной сборной Перу Санчес принял участие в молодёжном чемпионате Южной Америке в Венесуэле. На турнире он сыграл в матчах против команд Венесуэлы, Аргентины, Колумбии и Эквадора. 
10 сентября 2010 года в отборочном матче чемпионата мира 2010 против сборной Венесуэлы Санчес дебютировал за сборную Перу. 
В 2015 году Санчес в составе сборной стал бронзовым призёром в Кубка Америки в Чили. На турнире он сыграл в матчах против сборных Парагвая, Венесуэлы, Колумбии и Бразилии.

## Достижения
Международные
 Перу
- Кубок Америки — 2015